# Baga Bogd uul
L'Baga Bogd uul (in mongolo: Бага Богд, letteralmente «santo più piccolo») è un gruppo montuoso dell'Altaj del Gobi situato nella provincia del Ôvôrhangaj in Mongolia. Il suo punto più alto, il Myangan Yamaat, culmina a 3600 m.